# Querógeno

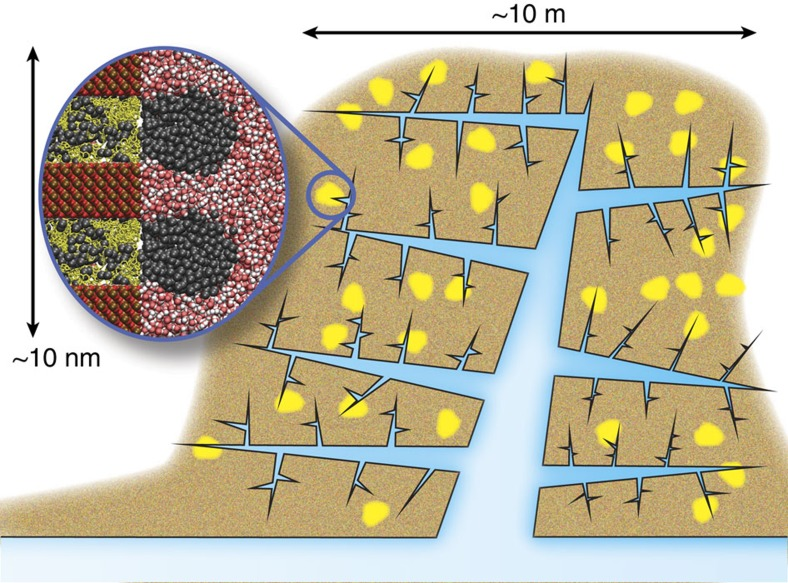
Compuestos químicos orgánicos

El querógeno es una mezcla de compuestos químicos orgánicos presente en las rocas sedimentarias. Son insolubles en los solventes orgánicos comunes, debido a su enorme peso molecular (por encima de 1000 Dalton). La porción soluble es conocida como bitumen. Al ser calentados dentro de la corteza terrestre, (ventana del petróleo a aprox. 60°-120 °C, ventana del gas natural a aprox. 120°-150 °C) algunos tipos de querógeno desprenden petróleo crudo o gas natural, conocidos colectivamente como hidrocarburos (combustibles fósiles). Cuando tales querógenos se hallan presentes en concentraciones elevadas en rocas tales como la pizarra, es posible que se trate de roca madre. Las pizarras ricas en querógenos que no han estado sometidas a temperatura suficiente para desprender hidrocarburos, pueden formar depósitos de lutita bituminosa.